# Yannick Le Saux
Yannick Le Saux (* 11. Mai 1965 in Rennes) ist ein ehemaliger französischer Fußballspieler.

## Karriere

### Jugend (bis 1984)
Der 174 Zentimeter große Stürmer Le Saux begann das Fußballspielen im Jugendalter bei einem Verein aus Mordelles im Großraum der bretonischen Regionalhauptstadt Rennes. 1978 gelang ihm als C-Jugendlicher der Wechsel in die Jugendabteilung des Profiklubs Stade Rennes. Bereits zwei Jahre zuvor hatte dieser Interesse an dem Nachwuchsspieler gezeigt, doch hätte er zur damaligen Zeit nicht zum Training kommen können. Er durchlief die verschiedenen Altersklassen, trat regelmäßig als Torschütze in Erscheinung und nahm als A-Jugendlicher an einem Halbfinale des Juniorenpokalwettbewerbs Coupe Gambardella teil. Nebenbei führte er zudem Hilfstätigkeiten für den Verein aus. Es zeigte sich jedoch, dass er bei Rennes keine Perspektive auf Einsätze in der ersten Mannschaft besaß, weswegen er 1984 mit 19 Jahren zum Amateurverein Stade Saint-Brieuc wechselte.

### Über Saint-Brieuc in den Profifußball (1984–1992)
Bei Saint-Brieuc konnte er sich schnell etablieren, war allerdings nur Amateur und gleichzeitig beim Energieversorger Électricité de France beschäftigt. Auf dem Fußballplatz präsentierte er sich vielversprechend, weswegen er wieder in den Fokus seines vorherigen Vereins aus Rennes geriet und bei diesem auf seine Eignung für dessen Profimannschaft getestet wurde. Daraus wurde jedoch nichts und so blieb er dem viertklassigen Stade Saint-Brieuc treu, bis er von Noël Le Graët kontaktiert wurde und im Sommer 1987 zum von diesem geführten Zweitligisten EA Guingamp ging.
Im Verlauf der Saison 1987/88 kam der damals 22-Jährige zu seinem Profidebüt in der zweithöchsten Liga, wurde aber hauptsächlich in der Reservemannschaft Guingamps aufgeboten. Dies änderte sich in der nachfolgenden Spielzeit, in der er regelmäßig bei den Profis eingesetzt wurde und gegen Stade Reims sein erstes Tor für die Elf erzielte. Bis zum Saisonende gelangen ihm insgesamt elf Treffer.
1989 verließ er Guingamp und unterschrieb beim Ligarivalen US Orléans. Auch für diesen glückten ihm anschließend elf Torerfolge, doch bereits nach einem Jahr verabschiedete er sich wieder und fand beim ebenfalls zweitklassig antretenden Stade Laval Arbeit. Zwar hatten die Westfranzosen ihm einen Stammplatz in Aussicht gestellt, kurz darauf jedoch mit dem Dänen Tammy Haddaoui einen Spieler verpflichtet, der zumeist den Vorzug erhielt. Er blieb zwei Jahre, in denen er nicht über sechs Treffer hinaus kam, und kehrte 1992 zu seinem inzwischen drittklassig antretenden Ex-Klub aus Saint-Brieuc zurück.

### Rückkehr nach Saint-Brieuc und letzte Profijahre (1992–1999)
Sein Schritt zurück in den Amateurbereich wurde von einer Tätigkeit beim Radiosender Europe 2 begleitet. Zugleich erlebte er ein Wiedererstarken seiner Fußballerlaufbahn, als er im Verlauf der Spielzeit 1992/93 mit 30 Treffern zum Torschützenkönig der dritten Liga wurde und seinem Verein überdies zum Aufstieg verhalf. Daran konnte er anknüpfen, als er direkt nach seiner Rückkehr in den Profibereich 27 Mal traf und so auch in der Zweitklassigkeit Torschützenkönig wurde. Hinzu kam, dass seine Mannschaft mit dem sechsten Tabellenrang nicht allzu weit vom Aufstieg in die höchste Liga entfernt blieb. Anders verlief die anschließende Saison 1994/95, in der er lediglich sechs Erfolge für sich verbuchen konnte und letztlich aufgrund des schlechteren Torverhältnisses den Wiederabstieg hinnehmen musste. Daraufhin wurde ihm mit Didier Monczuk ein Sturmpartner zur Seite gestellt, der ebenfalls als gefährlicher Torjäger galt. Tatsächlich gelang 1996 die direkte Rückkehr in die zweite Liga, doch im Frühjahr 1997 musste sich Saint-Brieuc aufgrund finanzieller Probleme aus dem Spielbetrieb zurückziehen und stürzte in eine deutlich tiefere Amateurspielklasse ab.
Mit Red Star Paris fand er im April 1997 einen anderen Zweitligisten, der ihn unter Vertrag nahm. Allerdings fühlte er sich bei diesem nicht sonderlich wohl, war als Torschütze weniger erfolgreich und hatte dann mit einer langanhaltenden Knieverletzung zu kämpfen. Im Sommer 1998 endete sein Vertrag vorzeitig, was nach 187 Zweitligapartien mit 79 Toren seinen Abschied aus dem Profifußball bedeutete. Der in die dritte Liga abgestürzte Traditionsverein SCO Angers nahm ihn unter Vertrag, doch er litt weiter unter Verletzungen und gab das Fußballspielen im Januar 1999 mit 33 Jahren endgültig auf. Dem SCO blieb er hingegen treu und war bis 2003 für dessen Kommunikations- und Marketingabteilung tätig. Später arbeitete er in der Medienbranche.